# ピアーナ・ディ・モンテ・ヴェルナ
ピアーナ・ディ・モンテ・ヴェルナ（伊: Piana di Monte Verna）は、イタリア共和国カンパニア州カゼルタ県にある、人口約2,100人の基礎自治体（コムーネ）。

## 地理

### 位置・広がり

#### 隣接コムーネ
隣接するコムーネは以下の通り。括弧内のBNはベネヴェント県所属を示す。
- カイアッツォ
- カステル・ディ・サッソ
- カステル・モッローネ
- リマートラ (BN)

### 気候分類・地震分類
ピアーナ・ディ・モンテ・ヴェルナにおけるイタリアの気候分類 (it) および度日は、zona C, 1001 GGである。
また、イタリアの地震リスク階級 (it) では、zona 2 (sismicità media) に分類される。